# Yeti’s roller in line hockey Grenoble
Les Yeti's Grenoble Roller Hockey sont un club de roller in line hockey fondé en 1994. L'équipe féminine est la plus titrée de France. 
Après une période pendant laquelle l'équipe féminine joue en entente avec les Owls, la renaissance de cette section intervient en septembre 2022. Les Yeti's Grenoble reportent le titre de champion d'Europe en décembre 2008. L'équipe Élite remporte la coupe de France en 2017 et 2018, tandis que l'équipe junior (U20) élite des Yeti's fut championne de France en 2012 ainsi qu'en 2013. La dénomination officielle du club est Yeti’s Grenoble Roller Hockey.
En juin 2018, l'emblématique président du club, Gilbert Notturno, cède sa place à Thibault Nier.Le mandat de ce dernier dure 4 ans. En 2022, un nouveau président est élu : Jean-Sébastien Thomas. 

## Palmarès

### Sénior masculin
- Coupe d'Europe ConfCup (2)
  -  Vainqueur : 2008[6] et 2010
  -  Vice-champion : 2011
- Championnat de France
  -  Vice-champion : 2014, 2022
  -  Troisième : 2002, 2005 et 2008
- Coupe de France
  -  Champion : 2017, 2018
  -  Vice-champion : 2015 et 2016

### Sénior féminin
- Championnat de France (7)
  -  Champion : 2000, 2001, 2002, 2004, 2005, 2010, 2011
  -  Vice-champion : 2003, 2007 et 2008
- Coupe de France
  - Champion 2024, 2025

### N2 Masculin
- Championnat de France (0)
  -  Vice-champion : 2022
  -  Champion : 2024

### Junior masculin
- Championnat de France Junior Elite puis U20 N1
  -  Champion : 2012, 2013, 2024, 2025
  -  Vice-champion : 2018, 2022, 2023
  -  Troisième : 2017
- Championnat de France Junior Excellence
  -  Troisième : 2015

## Équipe ÉLITE 2024-2025
| No | Nom                  | Poste     | Nationalité |
| -- | -------------------- | --------- | ----------- |
| 30 | DEMARS Simon         | Gardien   | France      |
| 32 | LEFEBVRE Timo        | Gardien   | France      |
|    |                      |           |             |
| 3  | FAUCHERAND Théo      | Défenseur | France      |
| 8  | HAMON Lambert        | Défenseur | France      |
| 16 | ROMANAZ Adrien       | Défenseur | France      |
| 60 | GONZALEZ Valentin    | Défenseur | France      |
| 63 | MACHY Elliot (C)     | Défenseur | France      |
|    |                      |           |             |
| 7  | RICHARD Evan         | Attaquant | France      |
| 9  | KERKHOVE Joan        | Attaquant | France      |
| 77 | ROCHEREAU Théo       | Attaquant | France      |
| 19 | MOGNIAT DUCLOS Jolan | Attaquant | France      |
| 35 | CAILLAT Jules        | Attaquant | France      |
| 88 | CASPANI Matteo       | Attaquant | France      |
| 96 | LASCOUX Lucas        | Défenseur | France      |

- Entraîneur
- Président
- THOMAS Jean-Sébastien